# Michel Pollentier
Michel Pollentier (Diksmuide, Flandres Ocidental, 13 de fevereiro de 1951) foi um ciclista profissional belga que atuou profissionalmente entre 1973 e 1984.
Foi o vencedor do Giro d'Italia em 1977.